# Popped In Souled Out
Popped In Souled Out è il primo album del gruppo musicale britannico Wet Wet Wet, pubblicato dall'etichetta discografica Mercury/Phonogram nel 1987.
L'album è disponibile su long playing, musicassetta e compact disc, versione che contiene 4 tracce bonus, tra cui una cover di Don't Let Me Be Lonely Tonight di James Taylor. Gli altri brani del lavoro sono firmati dal quartetto Clark/Cunningham/Mitchell/Pellow, ovvero i membri del gruppo.
L'uscita del disco è anticipata da quella dei singoli Wishing I Was Lucky e Sweet Little Mystery, cui fanno seguito Angel Eyes (Home and Away) e Temptation, quest'ultimo pubblicato l'anno seguente.

## Tracce

### Lato A
1. Wishing I Was Lucky
2. East of the River
3. I Remember
4. Angel Eyes (Home and Away)

### Lato B
1. Sweet Little Mystery
2. I Don't Believe (Sonny's Letter)
3. Temptation
4. I Can Give You Everything
5. The Moment You Left Me

### Tracce bonus versione CD
1. Words of Wisdom
2. Don't Let Me Be Lonely Tonight
3. World in Another
4. Wishing I Was Lucky (registrato live al The Wendy May Show su Capital Radio)